# Crispatotrochus galapagensis
Crispatotrochus galapagensis är en korallart som beskrevs av Stephen D. Cairns 1991. Crispatotrochus galapagensis ingår i släktet Crispatotrochus och familjen Caryophylliidae. IUCN kategoriserar arten globalt som otillräckligt studerad. Inga underarter finns listade i Catalogue of Life.